# Пукаринъярви
Пукаринъярви — пограничное пресноводное озеро на территории Кестеньгского сельского поселения Лоухского района Республики Карелии и общины Куусамо в провинции Северная Остроботния Финляндии.

## Общие сведения
Площадь озера — 2 км². Располагается на высоте 256,3 метров над уровнем моря.
По водоёму проходит Российско-финляндская граница, деля озеро в соотношении, приблизительно, 1:3.
Форма озера лопастная, продолговатая: оно более чем на три километра вытянуто с северо-запада на юго-восток. Берега изрезанные, каменисто-песчаные, местами заболоченные.
Из северо-западной оконечности озера, находящейся на территории Финляндии, вытекает река Пукарийоки. Проходя по территории Финляндии через ряд проток и озёр, воды Пукаринъярви в итоге попадают в реку Куусинкийоки, впадающую в Оуланкайоки (в нижнем течении — Оланга), впадающую в конечном итоге в Пяозеро.
В озере расположено не менее семи островов различной площади, рассредоточенных по всей площади водоёма. Крупнейший из них носит название Нийттюсаари.
С российской стороны населённые пункты вблизи водоёма отсутствуют.
Код объекта в государственном водном реестре — 02020000411102000000704.